# Sherraine Schalm
Sherraine Renée Schalm-MacKay (ur. 21 czerwca 1975 w Brooks) – kanadyjska szpadzistka, dwukrotna medalistka mistrzostw świata.
Podczas mistrzostw świata w Lipsku w 2005 roku wywalczyła brązowy medal w turnieju indywidualnym. Wyprzedziły ją jedynie Polka Danuta Dmowska i Estonka Maarika Võsu. Na mistrzostwach świata w Antalyi w 2009 roku była druga w tej konkurencji. W finale przegrała z Rosjanką Lubow Szutową.
Wystartowała na igrzyskach olimpijskich w Sydney, gdzie była dziewiąta we florecie drużynowym i dziewiętnasta w szpadzie indywidualnej. Na rozgrywanych cztery lata później igrzyskach olimpijskich w Atenach startowała tylko w szpadzie, zajmując czwarte miejsce drużynowo i osiemnaste indywidualnie. Następnie była dziewiąta w turnieju indywidualnym na igrzyskach olimpijskich w Pekinie w 2008 roku. Brała też udział w igrzyskach olimpijskich w Londynie w 2012 roku, zajmując indywidualnie siedemnaste miejsce.
Zdobyła brąz w turnieju drużynowym na igrzyskach panamerykańskich w Mar del Plata w 1995 roku. Na igrzyskach panamerykańskich w Winnipeg w 1999 roku była druga w tej konkurencji. Podczas igrzysk panamerykańskich w Santo Domingo w 2003 roku była druga indywidualnie i trzecia drużynowo. Zdobyła również srebrny medal drużynowo na igrzyskach panamerykańskich w Guadalajarze w 2011 roku.